# Christina Grimmie
Christina Victoria Grimmie, w serwisie YouTube występująca jako zeldaxlove64 (ur. 12 marca 1994 w Marlton, zm. 10 czerwca 2016 w Orlando) – amerykańska piosenkarka i pianistka.
Wykonywała utwory m.in. takich artystów jak Lady Gaga, Rihanna, Christina Aguilera, Adele, Bruno Mars, Katy Perry. W czerwcu 2011 roku wydała swój debiutancki minialbum Find Me, którego jedynym singlem jest piosenka „Advice”, do której teledysk został udostępniony 19 lipca 2011 roku. W 2014 roku wzięła udział w programie The Voice, w którym zajęła trzecie miejsce.
10 czerwca 2016 roku podczas rozdawania autografów po swoim koncercie w Orlando, na Florydzie, Grimmie została postrzelona czterokrotnie (trzy razy w klatkę piersiową i raz w głowę) przez 27-letniego Kevina Jamesa Loibla – psychofana dziewczyny, który wszedł na teren klubu z pistoletami i dwoma magazynkami oraz nożem myśliwskim. Napastnik popełnił samobójstwo na miejscu. Grimmie została przewieziona do szpitala w stanie krytycznym. Jej śmierć została potwierdzona tuż przed 23:00.

## Dyskografia
Albumy studyjne
| Tytuł     | Dane dot. albumu                                     | Pozycja na liście |
| Tytuł     | Dane dot. albumu                                     | USA               |
| --------- | ---------------------------------------------------- | ----------------- |
| With Love | - Data: 6 sierpnia 2013 - Wydawca: Christina Grimmie | 101               |

EP
| Find Me                     | - Data: 14 czerwca 2011 - Wydawca: Christina Grimmie | 35 |
| Side A                      | - Data: 21 lutego 2016 - Wydawca: LH7 Management     | —  |
| "—" album nie był notowany. |                                                      |    |

Inne
| Tytuł                                                    | Dane dot. albumu                                 | Pozycja na liście |
| Tytuł                                                    | Dane dot. albumu                                 | USA               |
| -------------------------------------------------------- | ------------------------------------------------ | ----------------- |
| The Complete Season 6 Collection (The Voice Performance) | - Data: 20 maja 2014 - Wydawca: Republic Records | 192               |

Single
| "Find Me (Stripped)"                                 | 2012 | —  | —  | —                                                        |
| "Can't Help Falling In Love" (cover Elvisa Presleya) | 2014 | 74 | 68 | The Complete Season 6 Collection (The Voice Performance) |
| "Hold On, We're Going Home" (cover Drake'a)          | 2014 | 74 | 64 | The Complete Season 6 Collection (The Voice Performance) |
| "How To Love" (cover Lil Wayne'a)                    | 2014 | 79 | 79 | The Complete Season 6 Collection (The Voice Performance) |
| "Somebody That I Used to Know" (cover Gotye)         | 2014 | 66 | 47 | The Complete Season 6 Collection (The Voice Performance) |
| "Must Be Love"                                       | 2014 | —  | —  | —                                                        |
| "Shrug"                                              | 2015 | —  | —  | —                                                        |
| "Cliche"                                             | 2015 | —  | —  | —                                                        |
| "—" singel nie był notowany.                         |      |    |    |                                                          |

## Teledyski
| Tytuł          | Rok  | Reżyseria    | Album     |
| -------------- | ---- | ------------ | --------- |
| "Advice"       | 2011 | Sean Babas   | Find Me   |
| "Tell My Mama" | 2013 | David Turvey | With Love |
| "Feelin' Good" | 2013 | —            | With Love |

## Nagrody i nominacje
| Rok  | Nagroda                | Kategoria              | Tytułem           | Rezultat  |
| ---- | ---------------------- | ---------------------- | ----------------- | --------- |
| 2011 | American Music Awards  | New Media Honoree      | Christina Grimmie | Wygrana   |
| 2014 | Young Hollywood Awards | Viral Superstar        | Christina Grimmie | Nominacja |
| 2016 | Teen Choice Awards     | Choice Web Star: Music | Christina Grimmie | Wygrana   |